# Jaane Tu... Ya Jaane Na
Jaane Tu ... Ya Jaane Na (Hindi: जाने तू ... या जाने ना, traducción: Ya sea que lo sepas ... o no) es una película hindi escrita y dirigida por Abbas Tyrewala. La película está protagonizada por Imran Khan y Genelia D'Souza. Producido por Mansoor Khan y Aamir Khan, marca el debut en dirección de Abbas Tyrewala, el debut de Imran Khan como actor, y la reaparición de D'Souza en el cine hindi. Fue lanzada el 4 de julio de 2008 recibiendo críticas favorables y  fue un éxito en taquilla.

## Reparto
- Imran Khan ... Jaivardhan Singh Rathore ('Rats')
- Genelia D'Souza ... Aditi ('Meow') Mahant
- Karan Makhija ... Ravindran ('Rotlu')
- Nirav Mehta ... Jignesh Patel ('Jiggy')
- Alishka Varde ... Sandhya ('Bombs')
- Sugandha Garg ... Shaleen ('Shali')
- Prateik Babbar ... Amit
- Renuka Kunzru  ... Mala
- Manjari Phadnis ... Meghna (novia de Jai)
- Ayaz Khan ... Sushant Modi
- Tanay Chheda ... Alim Patel
- Anuradha Patel ... madre de Adit
- Jayant Kripalani ... padre de Aditi
- Ratna Pathak Shah ... Savitri Rathore, madre de Jay
- Naseeruddin Shah ... Amar Singh Rathore, padre de Jai
- Kitu Gidwani ... Sheila, madre de Meghna
- Rajat Kapoor ... Mahesh, padre de Meghna
- Arbaaz Khan ... Bhaloo, Kuber Singh Rathore
- Sohail Khan ... Bhageera, Vinay Singh Rathore
- Paresh Rawal ... Inspector Waghmare
- Padam Bhola ... Vivek

## Música
| N.º | Título                                                | Artistas                                                                                  | Duración |  |
| 1.  | «Kabhi Kabhi Aditi»                                   | Rashid Ali                                                                                | 3:41     |  |
| 2.  | «Pappu Can't Dance»                                   | Anupama, Benny Dayal, Blaaze, Tanvi, Darshana, Satish Subrahmaniam, Aslam                 | 4:27     |  |
| 3.  | «Jaane Tu Mera Kya Hai (Aditi)»                       | Runa Rizvi                                                                                | 3:41     |  |
| 4.  | «Nazrein Milaana Nazrein Churaana»                    | Benny Dayal, Satish Chakravarthy, Naresh Iyer, Darshana, Swetha, Tanvi, Bhargavi, Anupama | 3:57     |  |
| 5.  | «Tu Bole, Main Boloon»                                | A.R. Rahman                                                                               | 4:36     |  |
| 6.  | «Kahin To»                                            | Rashid Ali, Vasundhara Das                                                                | 5:05     |  |
| 7.  | «Jaane Tu Meri Kya Hai (Jai)»                         | Sukhwinder Singh                                                                          | 5:44     |  |
| 8.  | «Pappu Can't Dance (Remix)» (remix de Krishna Chetan) | Anupama, Benny Dayal, Blaaze, anvi, Darshana, Satish Subrahmaniam, Aslam                  | 4:27     |  |

## Premios

### Star Screen Awards
- Star Screen Award for Best Music Director - A. R. Rahman

### Premios Filmfare
- Mejor Debut (Masculino) - Imran Khan
- Mejor Director de Música - A. R. Rahman
- Premio Filmfare Especial - Prateik Babbar
- Mejor Coreografía - Longinus Fernandes

### 4th Apsara Film & Television Producers Guild Awards
- Mejor Debut - Imran Khan

### Star Sabse Favourite kaun Awards
- Naya Hero - Imran Khan